# Sven Lundberg (socialdemokrat)
För andra betydelser, se Sven Lundberg.
Sven Gunnar Lundberg, född 6 januari 1932 i Överluleå församling i Norrbottens län, död där 28 december 2016, var en svensk politiker (socialdemokrat), som mellan 1983 och 1998 var riksdagsledamot för Västernorrlands läns valkrets.